# 張士貴
張 士貴（ちょう しき、開皇6年（586年） - 顕慶2年6月3日（657年7月19日））は、隋末から唐にかけての軍人。もとの名は忽峍。字は武安。本貫は虢州盧氏県。曾祖父は北魏の銀青光禄大夫・横野将軍の張儁。祖父は北斉の開府・車騎将軍の張和。父は隋の硤州録事参軍の張国。子は右屯衛郎将の張仁政。

## 経歴
百五十斤の強弓を引き、左右自在に射て的を外すことがなかったと言われる。隋の大業末年、起兵して城邑を攻掠し、「忽峍賊」と号した。大業13年（617年）、李淵が起兵すると、士貴を招き、右光禄大夫に任じた。士貴は劉文静の下で征戦に従い、熊州刺史の鄭仲達を破った。
武徳元年（618年）、李建成の東征に従って、第一軍総管となり、先鋒をつとめた。まもなく長安に召還され、通州刺史に任ぜられた。薛挙と戦って功績を挙げた。唐が建国された後、澠池で王世充の部将の郭士衡らを破った。武徳2年（619年）、馬軍総管に任ぜられ、熊州を経略した。王世充の大軍と遭遇して奮戦し、功績により新野県開国公の爵位を受けた。武徳3年（620年）の劉武周との戦いにも先頭に立ち、武徳4年（621年）に洛陽が平定されると、虢州刺史に任ぜられた。
武徳5年（622年）には淮安王李神通の下で徐円朗と戦い、秦王府右庫真・驃騎将軍に任ぜられた。太子内率・右驍衛将軍を経て、貞観元年（627年）に右屯衛将軍に転じた。貞観6年（632年）、右武候将軍・鷰州道行軍総管となった。貞観7年（633年）、鷰州は龔州と改称され、右屯衛大将軍に任ぜられ、虢国公に進封された。龔州道行軍総管のまま検校桂州都督に任ぜられ、南方の少数民族の制圧にあたった。のちに夏州・蘭州・幽州の都督を歴任した。貞観18年（644年）、高句麗遠征（唐の高句麗出兵）において遼東道行軍総管をつとめ、冠軍大将軍に任ぜられた。以後も茂州都督・雅州道行軍総管・揚州都督府長史などの職を歴任した。永徽2年（651年）、左領軍大将軍に上った。
顕慶2年（657年）、河南県顕義里の邸で死去。輔国大将軍・都督荊硤岳朗等四州諸軍事・荊州刺史の位を追贈され、昭陵に陪葬された。

## 伝記資料
- 『旧唐書』巻八十三 列伝第三十三「張士貴伝」
- 『新唐書』巻九十二 列伝第十七「張士貴伝」
- 大唐故輔国大将軍荊州都督虢国公張公墓誌銘